# Бучаані
Бучаані (груз. ბუჩაანი) — село в Грузії.
За даними перепису населення 2014 року в селі проживає 24 особи.